# Lockheed XV-4
Die Lockheed XV-4 Hummingbird (Kolibri) (ursprüngliche Kennzeichnung VZ-10 nach dem Bezeichnungssystem für Luftfahrzeuge der US Army von 1956 bis 1962) war ein in den 1960er Jahren konstruiertes und getestetes VTOL-Experimentalflugzeug.

## Geschichte
Nachdem das Prinzip des Vertikalstarts mit einem senkrecht stehenden Flugzeug (tail sitter) in Form der Ryan X-13 Vertijet aufgegeben worden war, mussten neue Technologien ins Auge gefasst werden. Man versuchte eine Technik zu entwickeln horizontal ausgerichtete Senkrechtstarter (flat riser) mit mehr Schub auszustatten, als die Triebwerke allein nominell produzieren (jet augmentation). Zwei Firmen, Lockheed-Georgia und General Electric (in Zusammenarbeit mit Ryan), wurden beauftragt Experimentalflugzeuge zu entwickeln, die in der Lage waren, die neuen radikalen Ideen zu testen.

## „Jet augmentation“
Das Prinzip der Jet augmentation, in Deutsch etwa mit Strahl- bzw. Schubverstärkung zu übersetzen, wurde zuerst von Theodore von Kármán 1949 beschrieben. Es ist eine bemerkenswert einfache Theorie, die das Gesetz der Impulserhaltung mit dem Strömungsgesetz von Bernoulli verbindet. Das Abgas des Düsentriebwerks tritt in eine große Kammer ein, bevor es an der anderen Seite diese durch eine Öffnung wieder verlässt. Wenn die heiße und schnelle Abgasluft die Kammer verlässt, zieht sie Luft aus der Umgebung als Ausgleich in die Kammer. Die Bewegungsenergie der eingesaugten Luft führt dann zu einem zusätzlichen Schub.

## Konstruktion
Um das Prinzip praktisch zu erproben, baute Lockheed Anfang 1959 ein fliegendes Versuchsgestell (test rig). Zuerst angetrieben durch zwei Fairchild-J44-Triebwerke, gelang es mit einem nominalen Triebwerksschub von 2000 lb ein Gewicht von 2600 lb senkrecht zu heben, was einer Schubverstärkung von etwa 30 % entspricht. Mit stärkeren Continental-J69-Triebwerken gelang später sogar eine Schubverstärkung von 45 %. Es wurden dann verschiedene Konzeptstudien für ein Einsatzflugzeug unter den Sammelnamen GL-224 und GL-228 erstellt.
Im August 1959 stellte Lockheed den fertigen Entwurf mit der Bezeichnung Model 330 Hummingbird dem US Army Transport Research Command als ein integriertes VTOL-Flugzeug zur Schlachtfeldüberwachung und Zielerfassung vor. Der Auftrag der US Army im Juli 1961 umfasste dann aber nur den Bau von zwei Versuchsflugzeugen, da die vorgesehene Technik als noch nicht genügend erprobt angesehen wurde. Die Flugzeuge erhielten die US-Army-Bezeichnung VZ-10 (s/n 62-4503 und 62-4504).
Zwei Pratt & Whitney JT12A-PW-3 sorgten sowohl für den Auftriebs- als auch Vortriebsschub. Die Abmessungen des Rumpfes und seine klobige Erscheinung ergaben sich vor allem durch die Größe der notwendigen Mischkammer. Die Mischkammer befindet sich im Rumpf zwischen den Triebwerken und wird durch Klappen an der Ober- und Unterseite des Rumpfes im Horizontalflug abgedeckt. Für die Steuerung gibt es an allen äußeren Punkten des Flugzeugs Düsen. Bei der Bug- und Heckdüse wird der Abgasstrahl angezapft, während für die beiden Düsen an den Flügelenden Druckluft aus den Verdichtern verwendet wird.

## Erprobung
Der erste konventionelle Flug des ersten Prototyps (XV-4A, 62-4503) fand am 7. Juli 1962 statt. Das erste gefesselte Schweben wurde am 30. November 1962 durchgeführt, das erste freie Schweben am 24. Mai 1963. Der erste Flug mit dem Übergang vom Schweben zum aerodynamisch gestützten Vorwärtsflug (Transition) und zurück zum Schweben gelang am 8. November 1963.
Dieser Prototyp stürzte am 10. Juni 1964 im Cobb County ab, wobei der Pilot getötet wurde.
Lockheed modifizierte Ende 1966 oder 1968 die zweite XV-4A zur XV-4B (62-4504). Dabei wurden die zwei Triebwerke (Pratt & Whitney JT12A-PW-3) mit je 1361 kg Schub durch sechs Triebwerke (General Electric J85-GE-19) mit je 1368 kg Schub ersetzt. Vier Triebwerke funktionierten dabei als reine Hubtriebwerke und waren in der Rumpfmitte als Ersatz der Mischkammer installiert. Das zweite Flugzeug mit dem Piloten Harlan J. Quamme am Steuer stürzte am 14. März 1969 in Georgia ab. Der Pilot überlebte unverletzt dank seines Schleudersitzes.

## Technische Daten (erster Prototyp)
| Kenngröße             | Daten                                                      |
| --------------------- | ---------------------------------------------------------- |
| Besatzung             | 1 (der rechte Sitz war immer mit Testausrüstung belegt)    |
| Länge                 | 10,3 m (32 ft)                                             |
| Spannweite            | 7,92 m (26 ft)                                             |
| Höhe                  | 3,58 m (11 ft 8 in)                                        |
| Leermasse             | 2268 kg (5000 lb)                                          |
| Startmasse            | 3266 kg (7200 lb)                                          |
| Höchstgeschwindigkeit | 541 km/h (336 mph)                                         |
| Triebwerke            | 2 × Pratt & Whitney JT12A, 29,37 kN gesamt (6600 lb) Schub |